# Malawisaurus
Malawisaurus (do latim "lagarto de Malawi") foi uma espécie de dinossauro herbívoro e quadrúpede que viveu durante o período Cretáceo. Os fósseis de Malawisaurus já encontrados são insuficientes para dizer com exatidão o tamanho e o peso desse dinossauro, mas estima-se que um adulto media em torno de 9 metros de comprimento, 4,3 metros de altura e pesava algo próximo de 10 toneladas.
O Malawisaurus viveu na África e foi descoberto em Malawi, local do qual o dinossauro herdou seu nome.
Existem suspeitas que um fóssil não-classificado encontrado no estado brasileiro do Maranhão seja de um Malawisaurus.